# Sannar (Bundesstaat)
Sannar (arabisch سنار, DMG Sannār), Alternativschreibung Sennar oder Sinnar, ist ein Bundesstaat im Südosten des Sudan, der an Äthiopien grenzt.
Er hat eine Fläche von 37.844 km², eine Bevölkerung von 1.374.405 Einwohnern (Berechnung 2010) und seine Hauptstadt ist die gleichnamige Stadt Sannar.
Durch den Sannar-Damm, der den Blauen Nil aufstaut, ist im Bundesstaat ein ausgedehnter Bewässerungs-Feldbau anzutreffen.
An der Grenze zu Äthiopien befindet sich der Dinder National Park, der vom namensgebenden Fluss Dinder durchflossen wird.

## Geschichte
Von 1919 bis 1991 gehörte das Gebiet des heutigen Bundesstaates Sannar zur Provinz an-Nil al-azraq. Von 1991 bis 1994 gehörte das Gebiet von Sannar zum neu geschaffenen Bundesstaat asch-Scharqiyya, der in den Grenzen der Provinz an-Nil al-azraq von 1919 bis 1974 glich. Am 14. Februar 1994 wurde der Bundesstaat Sannar von asch-Scharqiyya abgespalten.